# Hyperechia bifasciata
Hyperechia bifasciata là một loài ruồi trong họ Asilidae. Hyperechia bifasciata được Grünberg miêu tả năm 1907.